# Хесан
Хесан (кореј. 혜산시) град је у северном делу провинције Јанганг у Северној Кореји. Чвориште је речног транспорта, као и центар за дистрибуцију производа. Такође је административни центар провинције Јанганг. Од 2008. године има 192.680 становника.
Планинама је раздвојен од Народне Републике Кине, односно тамошње покрајине Ђилин, док је између њих река Јалу.